# Literatura arequipeña

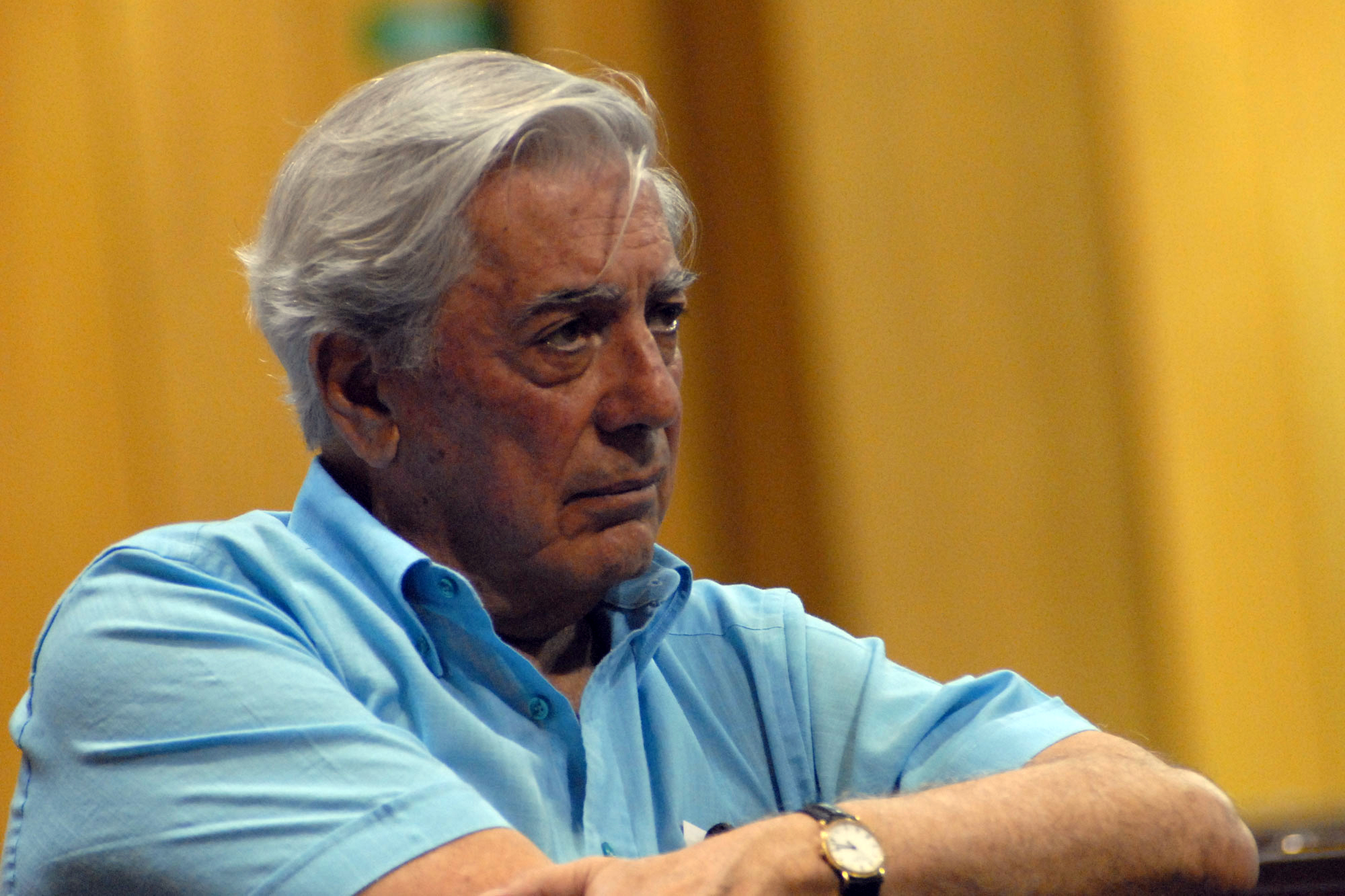
Jorge Mario Pedro Vargas Llosa (Arequipa, Perú, 28 de marzo de 1936) Nobel de Literatura en 2010

Literatura arequipeña se refiere a la literatura que surge entre los siglos XVI a XVIII hasta el presente en la ciudad de Arequipa y su zona de influencia. El "Opúsculo", parte del «El Suelo de Arequipa convertido en Cielo», celebra la inauguración del monasterio de Santa Rosa de Lima en 1747. Alonso Picado y Diego Martínez de Rivera, ambos poetas y alcaldes de la ciudad, son figuras representativas. Miguel de Cervantes Saavedra reconoció a Diego en «La Galatea». El siglo siglo XVI destaca por sus crónicas históricas, como la descripción de la batalla de Chupas y los escritos de Pedro Pizarro sobre la conquista del Perú.
Juan Domingo de Zamácola y Jáuregui se destaca como cronista en la previa a la independencia, narrando tradiciones e historias arequipeñas. El espíritu libertario del siglo XIX encuentra su máxima expresión en Mariano Melgar. Otros poetas como Benito Bonifaz y Manuel Castillo también aportan a este período. Documentos como «Historia de nuestra Señora de Cayma» y relatos del terremoto de 1784 reflejan el pulso de la época.
El final del siglo XIX marca una transición con Manuel González Prada como figura central. El siglo XX introduce el modernismo en Arequipa con el Grupo El Aquelarre, donde Percy Gibson y César Atahualpa Rodríguez son figuras principales. Abraham Valdelomar influye en esta generación. La narrativa cuenta con Augusto Aguirre Morales, y en crítica literaria destaca Antonio Cornejo Polar. Grandes nombres, como el Nobel Mario Vargas Llosa y Oswaldo Reynoso, son referentes, y la ciudad sigue nutriéndose de talento con autores como José Ruiz Rosas, Aníbal Portocarrero y Jull Antonio Casas Romero.

## SigloXIX
La identidad de la literatura arequipeña está ligada a los albores libertarios del siglo XIX. Mariano Melgar es, en ese sentido, un referente obligatorio, pues con la calidad de su lírica, con su ejemplo vital y con su atención a los temas y modos de la tierra trazó la línea que orientaría la creación literaria en su ciudad natal. A mediados del siglo XIX, las voces poéticas de Benito Bonifaz, Manuel Castillo, José Mariano Llosa, Ignacio Gamio, entre otros, otorgaron prestigio a las letras arequipeñas. A fines de ese siglo, la novela Jorge, el hijo del pueblo (1892), de María Nieves y Bustamante, en la línea de Víctor Hugo, en opinión de Luis Alberto Sánchez, nos daba en su interesante «Introducción», algunas señas preciosistas de la Ciudad Blanca.

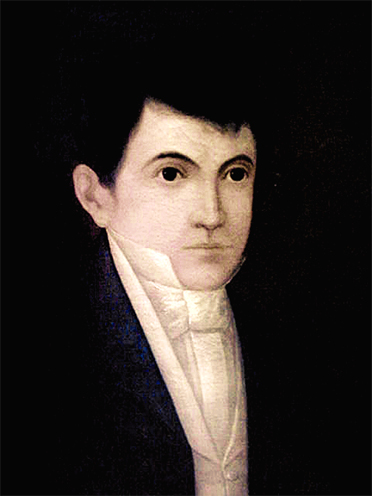
Mariano Lorenzo Melgar Valdivieso, poeta y revolucionario independentista peruano.

La poesía se encamina hacia el magisterio vibrante de Manuel González Prada, y surgen los poemas llenos de ideas y conceptos de Jorge Polar, filósofo y jurista, autor de Arequipa. Descripción y estudio social (1891), cuya afirmación «Años se ha batido Arequipa bravamente para conquistar instituciones libres para la Patria. No se nace en vano al pie de un volcán», sintetiza el sentimiento que inaugurara Mariano Melgar y que, de una u otra forma, está presente en la literatura arequipeña del siglo XIX y buena parte del XX; y la voz romántica de Francisco Mostajo, caudillo popular, quien critica abiertamente el tono imperante y propugna sin conseguirlo, los aires vitales del modernismo en sus Pliegos al viento de 1908.
Prensa y literatura: Arequipa y las publicaciones periódicas

## Grupo El Aquelarre
El siglo XX impone el ritmo y el desenfado característico de los jóvenes. En ese ámbito aparece el Grupo El Aquelarre, con aspiraciones netamente modernistas. Sus representantes conforman una generación variopinta, pero con una misma inquietud de cambio. Están en sus filas: Percy Gibson, César Atahualpa Rodríguez, Federico Agüero Bueno y Renato Morales de Rivera. Este grupo arequipeño, especie de «colónidos» (del grupo Colónida de Lima, que fundó Abraham Valdelomar en la década del 10), al que se suman los destacados poetas Alberto Guillen y Alberto Hidalgo (este último un vanguardista que no ha recibido aún el reconocimiento que merece), asume un lenguaje más libre, alejado ya de la retórica imperante romántica. Su filiación estaría más cerca de algunas nociones vanguardistas.
La tertulia se organiza en los salones, y el talento de los poetas de la época son reseñados magistralmente no por un arequipeño, sino por Abraham Valdelomar, quién evoca una velada de 1910 en el artículo «El trono del sol. Notas de un viaje». El Conde de Lemos destaca en él a Percy Gibson autor de los versos del famosísimo vals Melgar, al que puso música Benigno Ballón, a quien invita a escribir en la revista Colónida.
En ésta Gibson llegó a publicar el poema «Evangelio democrático»

¡Yo soy arequipeño del cogollo,

valeroso, nervudo, de meollo/ volcánico,
fantástico, potente

y lo mismo que yo es cualquier criollo!...
Revista Colonida - Percy Gibson, «Evangelio democrático» 

Por su lado, La torre de las paradojas (1926), de César Atahualpa Rodríguez, que rinde homenaje a su tierra natal, tanto como su «Canto a Arequipa» (1918), marcan la pauta de ese orgullo regionalista al que nos hemos referido al comienzo. A este grupo sucedió el que representaron Mamuel Gallego Sanz, los hermanos Jorge y Xavier Bacacorzo y Guillermo Mercado (1904-1983), este último, poeta que se inicia dentro de indigenismo y que publicara, entre otros libros, Oro del alma (1925), Un chullo de poemas (1928) y Canto a Sachaca (1940). La prosa tuvo su máximo exponente, en la primera mitad del siglo XX, en la figura de Augusto Aguirre Morales (1888-1957), quien dejó como prueba de su maestría la novela El pueblo del sol (cuyo primer tomo es de 1924), la cual logró resonancia continental. Entre sus obras destacan Flor de ensueño (1906) y Devocionario (1913), poemarios, y La justicia de Huayna Cápac (1919), novela. Hombre de letras y periodista, trabajó en los diarios Universal y La Crónica. 
Entre sus contemporáneos están Juan Manuel Osorio y Juan Manuel Polar.

## Época contemporánea
Arequipa mantiene una vida literaria intensa. Como en toda ciudad, abundan los grupos literarios y los eventos culturales, que se han extendido por la ciudad. Para mencionar algunos autores es necesario considerar la influencia que han tenido en la vida literaria y cultural arequipeña, además de la calidad literaria de los textos de dichos autores. De forma preliminar, citaremos a:

### Antonio Cornejo Polar
(Arequipa, 1936 - Lima, 1997), notable crítico literario, reconocido internacional mente, quien aplicó con agudeza los conceptos de «heterogeneidad» y «sujeto migrante» en los estudios literarios latinoamericanos.

### Oswaldo Reynoso
Nacido en Arequipa en 1931, dio a conocer, en 1961, Los inocentes (relatos), y en 1964, la novela En octubre no hay milagros, que han tenido múltiples reediciones. Dueño de una prosa de aliento poético, posteriormente ha publicado El escarabajo y el hombre (1970), En busca de Aladino (1993) y Los eunucos inmortales (1995). 

### Mario Vargas Llosa
Pero, sin duda, el arequipeño más renombrado en el campo de las letras es Mario Vargas Llosa (1936), premio Nobel de literatura en 2010 y autor entre otros textos de La ciudad y los perros (1964), La casa verde (1966), La guerra del fin del mundo (1981), La fiesta del Chivo (2000) y la inspirada en la vida de Flora Tristán, El Paraíso en la otra esquina (2003).

### José Ruiz Rosas
Poeta que, aunque nacido en Lima (1928), desarrolló su valiosa obra poética en la ciudad de Arequipa y actualmente reside en ésta, entre otros, los poemarios Tienda de ultramarinos (1978), Poemas (1980), Poesía reunida (1992).

### Oswaldo Chanove
Poeta, nacido en 1953, autor de El héroe y su relación con la heroína (1983), Estudio sobre la acción y la pasión (1987) y El jinete pálido (1994);

### Luis Alberto Ancayfuro Miranda
Nació en Arequipa en 1970. Publicó "El Poeta Callejero" (1999), "Poemas de un Vagabundo" (2000), "Un Amor de Otoño" (2001), "Amor en Tiempos de Pandemia", (2020), entre otros.

### Carlos Herrera
Nacido en 1961, narrador de enfoque original que ha publicado Blanco y negro (1995) y Crónicas del argonauta ciego (2002); 

### Edmundo de los Ríos
Nacido en 1944. Considerado un verdadero clásico en la novela en Arequipa. Ha publicado Los juegos verdaderos, que obtuvo una mención en el Premio Casa de las Américas.

### Rosario Cardeña
Nacida en 1974. Narradora con dos novelas publicadas, a saber: El amante (2010) y Príncipe negro (2014), ambas ganadoras del Premio de Novela Breve de la Cámara Peruana del Libro y Premio de Novela Altazor, respectivamente.

### Orlando Mazeyra
Nació en Arequipa en 1980. Publicó "Mi familia y otras miserias" (2013), "La prosperidad reclusa" (2014, segunda edición), "Bitacora del último de los veleros", "Unicornios y cocodrilos", "Inmunidad de rebaño" (2021), "El niño de La Arboleda" (2021).

### Elena De Yta
Nacida en 1985. Autora del poemario Vendo mi cuerpo, Marcapasos (2009); el relato El limbo del doctor River, Epensa (2012); el libro infantil Jaco y el miedo (2021) y el libro de cuentos Psicofonías del Silencio, ganador del Fondo Concursable de Producción Bibliográfica II, de la Municipalidad Provincial de Arequipa (2021).

### Pablo Nicoli
Nacido en 1964. Autor de Arequipa, fantasmas y leyendas, Arequipa, fantástica y sobrenatural. Fue editor del suplemento Fantástico, de gran repercusión en la ciudad. Su influencia en la ciudad es innegable. Casi la totalidad de su obra aborda el tema fantástico y sobrenatural, que por la primera década del 2000 fue muy popular en la ciudad.

### Sarko Medina Hinojosa
Nacido en 1978, autor de los libros en físico: “Palo con clavo y santo remedio” (2014, Editorial Iniciativa Prometheus), "La Venganza de los Apus" (2017, Editorial Iniciativa Prometheus) y "El Ekeko y los deseos imposibles" (2019, Editorial Aletheya). En formato digital: “33 microcuentos de verdades en pareja” (2011), “Insólita Realidad” (2012) (Reedición Editorial Torre de Papel 2015), Impactante Fascinación (2014); en cuento y fotografía: “Palomas” (2012), sus últimos libros son "La Calle está dura" (2022, Editorial Eletheya), "El Color de la Música" (2022, Fondo Editorial de la Universidad Católica San Pablo), "Toque de queda en la Ciudad Fósil" (2022, Cascahuesos Editores), "Arquitectura de una lágrima" (2023, ERGO Ediciones).

### Víctor Lozada
Nacido en 1983. Autor de "El sueño de Cerbero" (Surnumérica, 2018). 

### Fidel Ydme
Nacido en 1988. Bachiller en Literatura y Lingüística por la Universidad Nacional de San Agustín, es crítico de la obra de Augusto Aguirre Morales. Actualmente se encuentra escribiendo su primer libro de cuentos. Administró http://scalisto.blogspot.com/ Archivado el 1 de agosto de 2021 en Wayback Machine.

### Fidel Almirón
Nació en 1979. Publicó "Sunquypa Nanaynin", que obtuvo una mención honrosa en el Premio Nacional de Literatura 2018, en la categoría "Literatura en lenguas originarias".